# Adagio pour violon, clarinette et piano
L'Adagio pour violon, clarinette et piano est une œuvre d'Alban Berg composée en 1935, un an avant sa mort. Cet Adagio est une transcription pour violon, clarinette et piano du second mouvement du Kammerkonzert composé entre 1923 et 1925. Initialement cette réduction était seulement prévu pour violon et piano. 
Alban Berg a laissé des indications à la violoniste Dea Gombrich pour les notes  à jouer par la clarinette en les encerclant sur la partition. La violoniste se rappelle avoir joué la pièce en Europe avec les clarinettistes Friedrich Wildgans et Eric Simon ainsi que probablement avec les pianistes Eduard Steuermann ou Rita Kurzmann. 
Le 24 mars 1943, la  rencontre de Dea Gombrich (mariée à Sir John Forsdyke, directeur du British Museum), et Arnold Rosé donne naissance à l'Anglo-Austrian Music Society qui donne un concert le 16 juin 1943 intitulé « Von den Nazis verbannen österreichische Musik » (Musique autrichienne bannie par les nazis) où l'Adagio est notamment joué. 
La pièce est publiée en 1956 chez Universal Edition. 

« L’Adagio central est un mouvement complexe dans lequel la première moitié, qui épouse la forme en ABA (le deuxième A étant le renversement du premier), est suivie d’une
deuxième moitié faisant revenir la première moitié en entier à l’envers. Berg écrivit le
présent arrangement de trio pour violon, clarinette et piano (dans lequel la conception de palindrome originale se trouve légèrement
modifiée par trois coupures, représentant au total quelque vingt-deux mesures) dix ans
après avoir achevé le Concerto de chambre. Il fut joué pour la première fois en février 1935
à Vienne au cours d’une petite manifestation donnée pour célébrer le cinquantième
anniversaire de Berg. »

— Douglas Jarman (2002)

## Discographie sélective
Il existe de nombreux enregistrements de cette pièce qui est fréquemment jouée en concert de musique de chambre. 
- Schumann, Reinecke, Debussy, Berg, Corigliano avec Mathias Kjøller (clarinette), Simon Crawford-Phillips (piano), Cloë Hanslip (violon), Callino Quartet, (Orchid Classics, ORC100077, 2018)[2]